# Jean Dunand

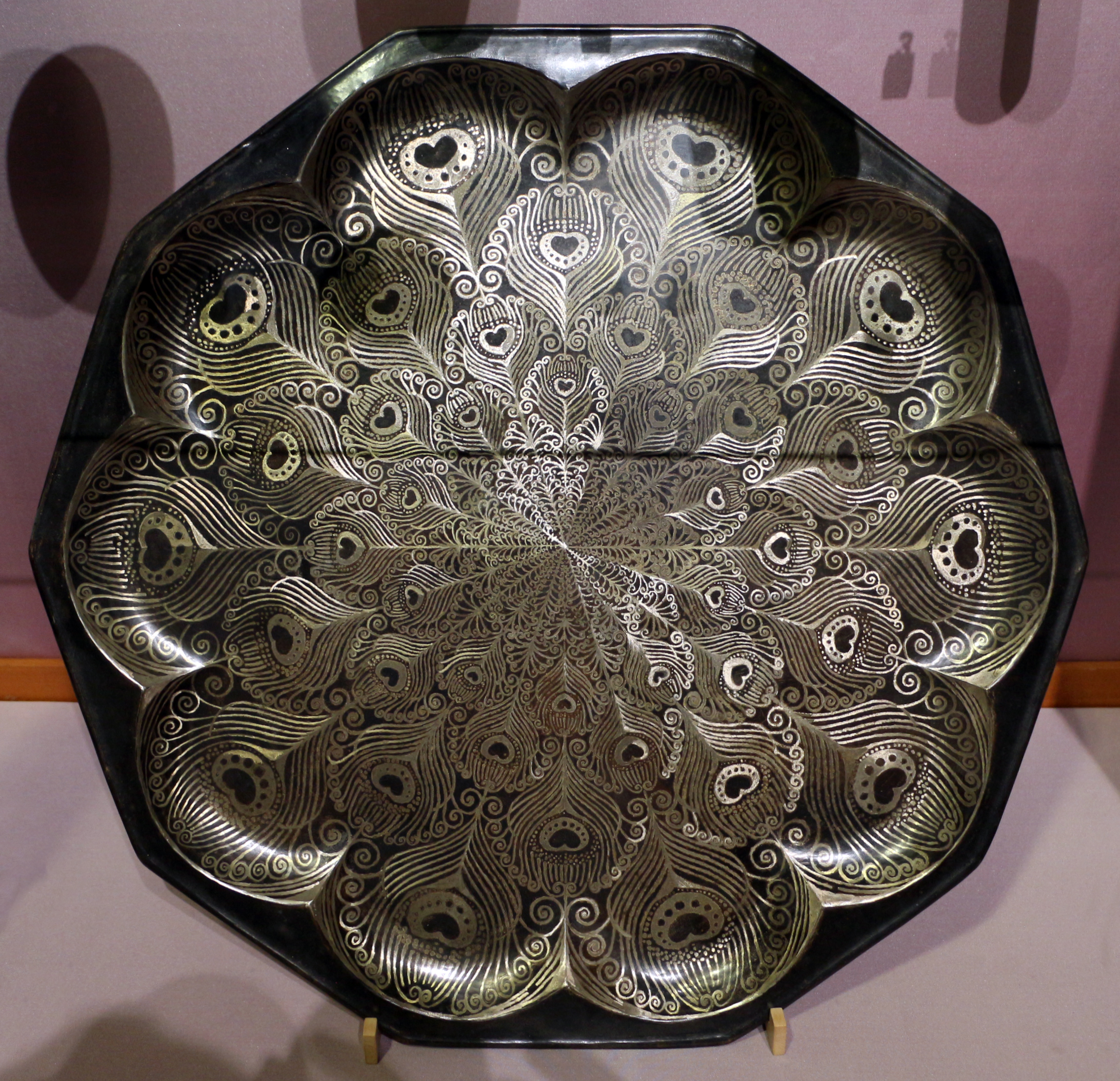
Jean Dunand, Peacock tray, 1914, Musée d'Orsay, Paryż

Jean Dunand (ur. 20 maja 1877 w Lancy, zm. 1942 w Paryżu) – francuski dekorator pochodzenia szwajcarskiego. Był jednym z największych twórców art déco.
W 1896 zamieszkał w Paryżu. Początkowo zajmował się rzeźbą, a następnie skupił się nad formami dekoratorskimi. Wykonywał m.in. drobne przedmioty dekoratorskie, w których przeszedł od stylu secesji do zgeometryzowanych form art déco z wyraźnymi wpływami kubizmu. Dunand podpisywał również projekty wnętrz (m.in. statków pasażerskich) utworzonych przez innych artystów i wykonywanych w jego warsztacie. Sławę zdobył projektem palarni dla ambasady francuskiej, wystawionej na wystawie sztuki dekoracyjnej w Paryżu w 1925. Ta wystawa dała narodziny terminu art déco.